# 百人一首

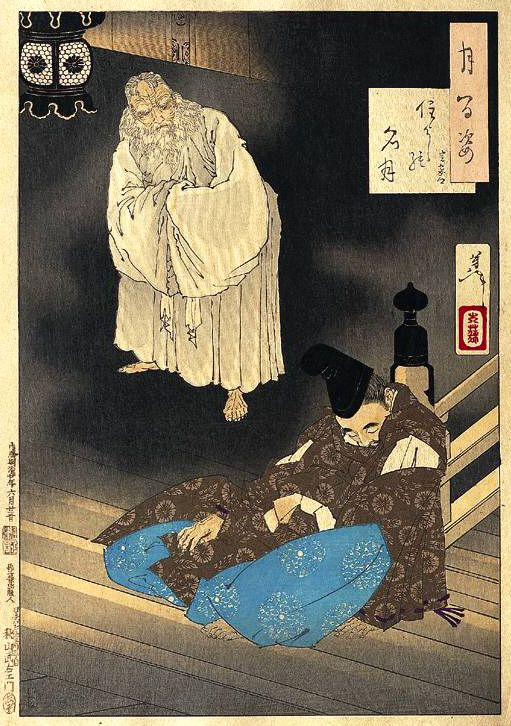
『住吉の名月』（月冈芳年『月百姿』）定家接受住吉明神神谕
《百人一首》选者藤原定家，同时也是《百人一首》中第97位歌人

《百人一首》（日语：／ Hyakunin Isshu）原指日本鎌倉時代歌人藤原定家私撰的和歌集。藤原定家挑選了直至《新古今和歌集》時期100位歌人的各一首作品，彙編成集，因而得名。這份詩集今稱為《小倉百人一首》。後來，集合100位歌人作品的一般私撰集，亦稱作「百人一首」，如《後撰百人一首》《源氏百人一首》《女房百人一首》等。
今日的「百人一首」多指印有百人一首和歌的紙牌，或是用這種紙牌來玩耍的歌留多遊戲。
｢百人一首｣，通常指的是｢小倉百人一首｣，日本平安時代末期到鎌倉時代初期，在京都・小倉山的山莊中的藤原定家所集結而成的和歌集。他將飛鳥時代以後的貴族與歌者間所吟詠的5・7・5・7・7之31個文字組成的和歌之中，每個人選出一首優異作品，完成合計100首的和歌集。内容包含戀愛心情，生活等非常廣泛，讓人能了解當時人們的樣子，並想像當時的生活情景。

## 起源
鎌倉時代歌人藤原定家被委託設計位在京都嵯峨野攝關家宇都宮蓮生（宇都宮賴綱）的別墅「小倉山莊」裡和室門上的裝飾圖樣，於是藤原定家從《古今和歌集》、《新古今和歌集》等敕撰和歌集中，依年代先後挑選出100位介於天智天皇到順德天皇間的傑出歌人及其一首作品，集結成《百人一首》，又稱《小倉百人一首》，合計有男性歌人79人（包括僧侶13人）及女性21人。
藤原定家所集成的《百人一首》相當於歌道的入門書，江戶時代以後，由於浮世繪盛行帶動版畫技術精進，《百人一首》以和歌搭配畫作的形態普及於庶民階層。
藤原定家另有一作《百人秀歌》，和《百人一首》相比主要有2點不同：
1. 無後鳥羽院及順德院的和歌，取而代之的是一条院皇后宮、權中納言國信、權中納言長方等3名的作品。
2. 源俊賴朝臣中選的作品不是。

目前一般認為《百人秀歌》是《百人一首》的原型。

## 小倉百人一首一覽

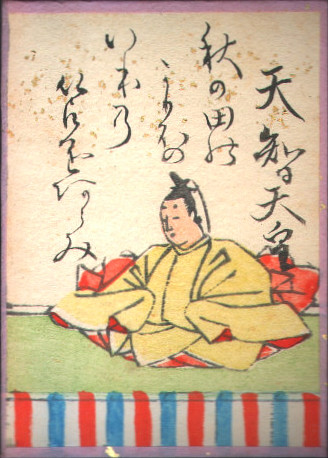
01. 天智天皇
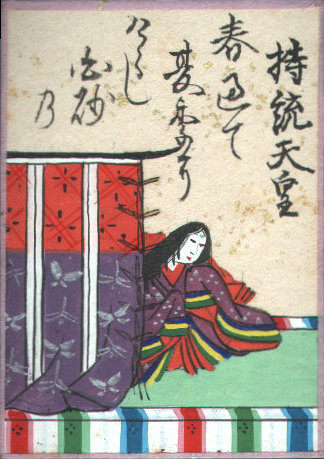
02. 持統天皇
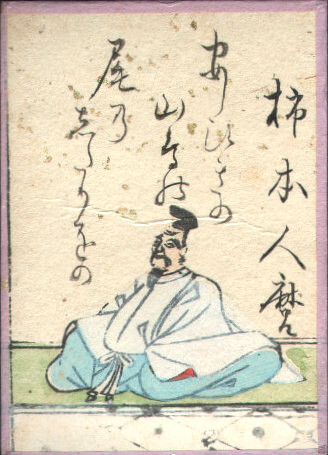
03. 柿本人麿
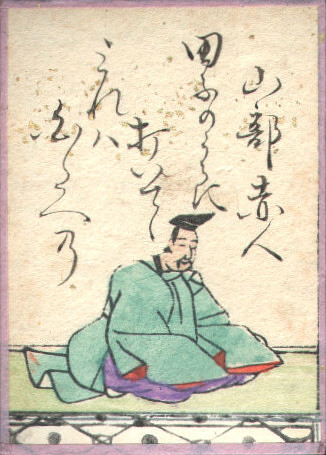
04. 山部赤人 （在万葉集被记作山邊）
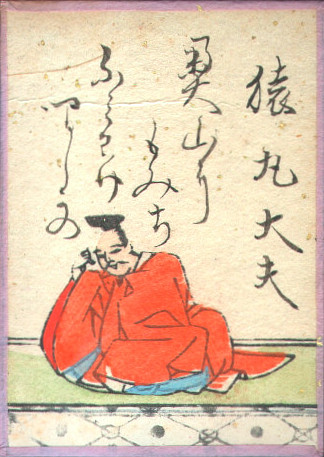
05. 猿丸大夫
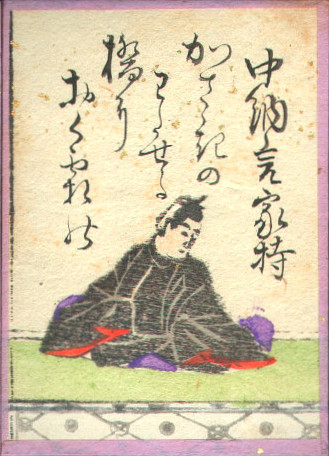
06. 中納言家持
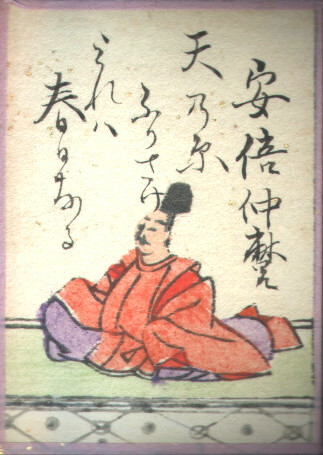
07. 安倍仲麿
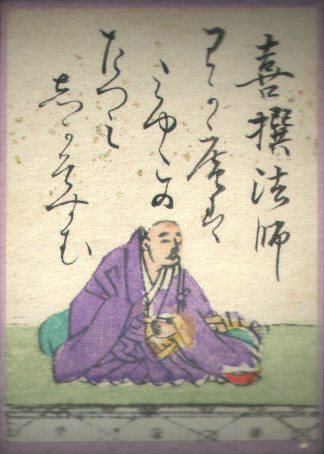
08. 喜撰法師
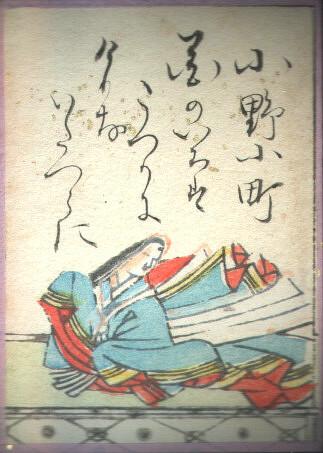
09. 小野小町
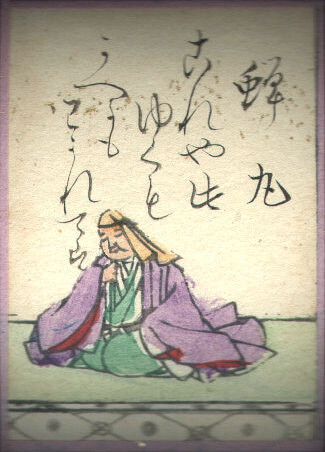
10. 蝉丸
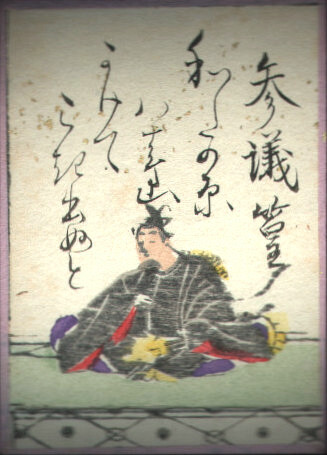
11. 參議篁
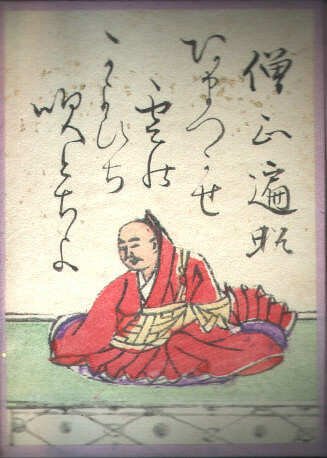
12. 僧正遍昭
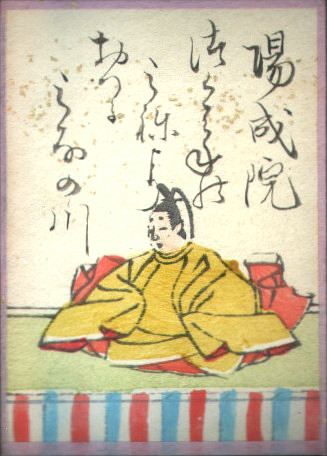
13. 陽成院
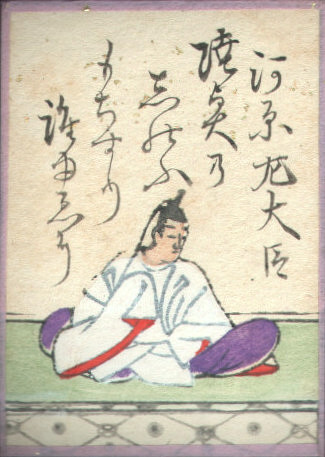
14. 河原左大臣
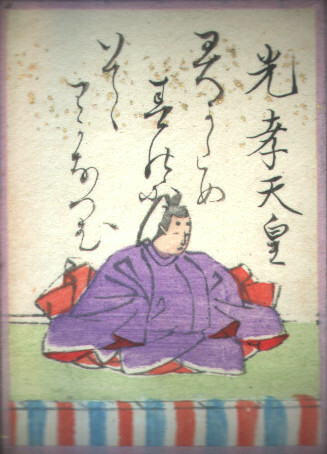
15. 光孝天皇
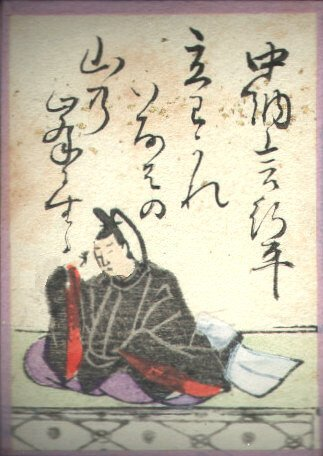
16. 中納言行平
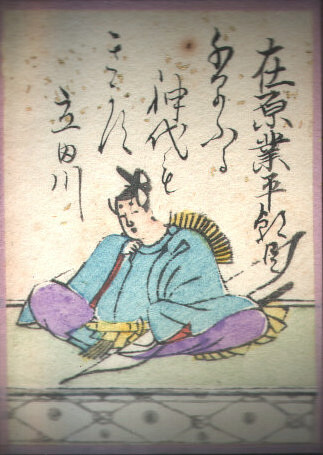
17. 在原業平朝臣
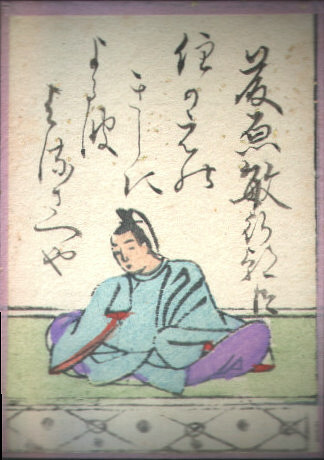
18. 藤原敏行朝臣
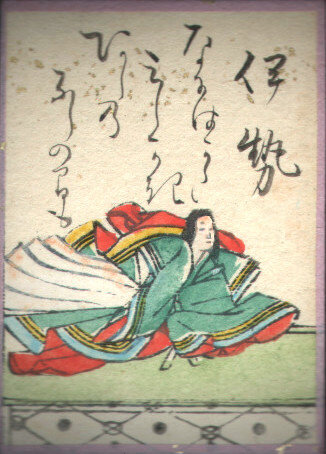
19. 伊勢
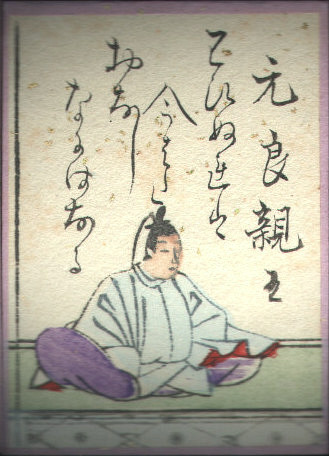
20. 元良親王
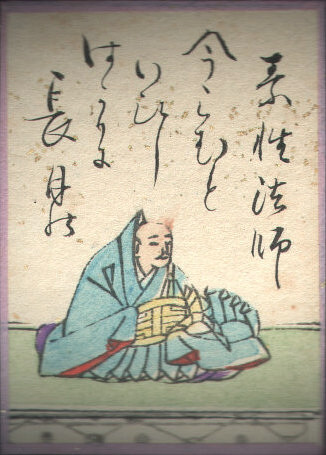
21. 素性法師
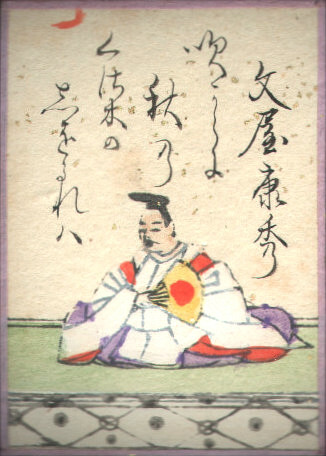
22. 文屋康秀
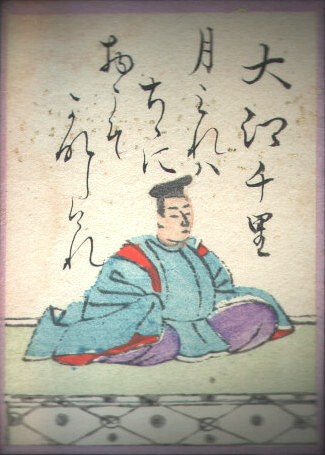
23. 大江千里
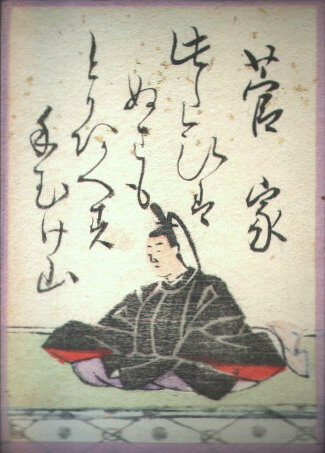
24. 菅家
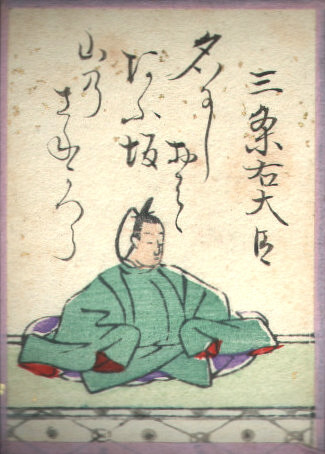
25. 三條右大臣
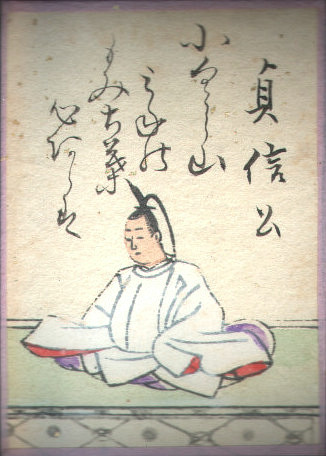
26. 貞信公
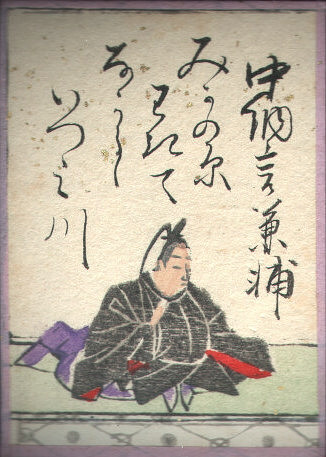
27. 中納言兼輔
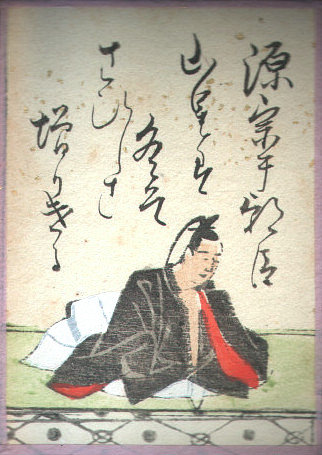
28. 源宗于朝臣
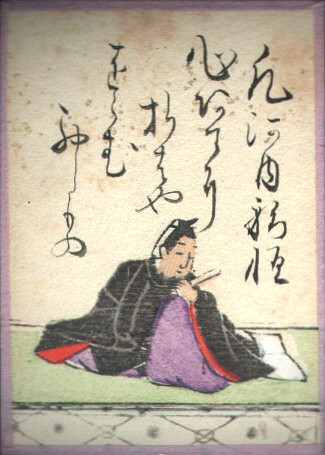
29. 凡河内躬恆
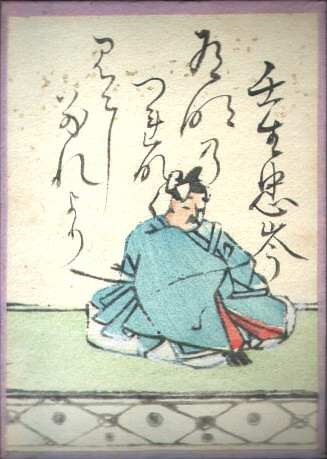
30. 壬生忠岑
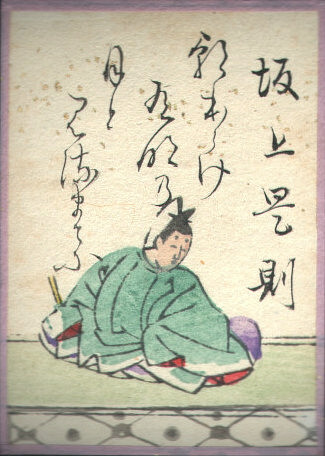
31. 坂上是則
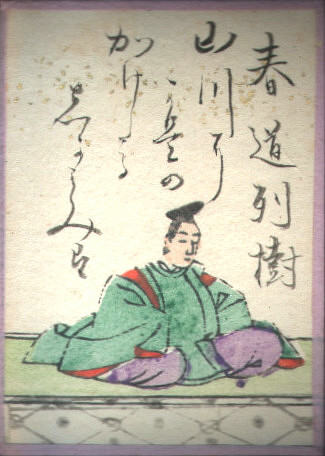
32. 春道列樹
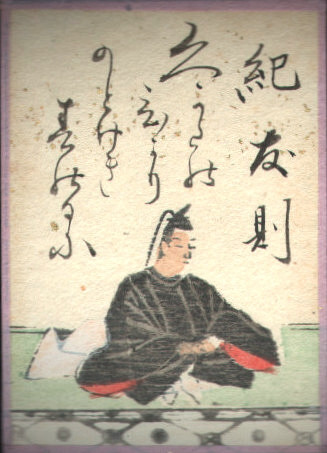
33. 紀友則
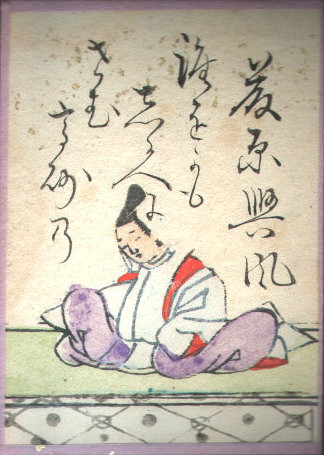
34. 藤原興風
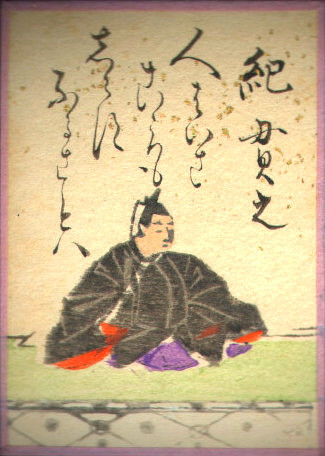
35. 紀貫之
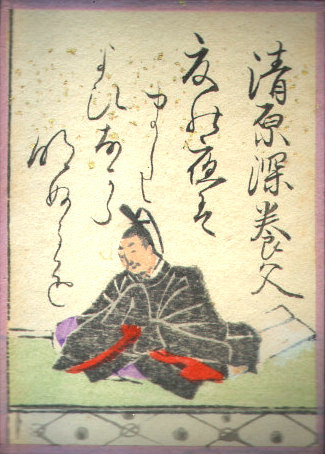
36. 清原深養父
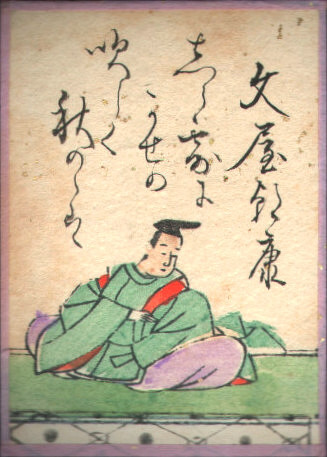
37. 文屋朝康
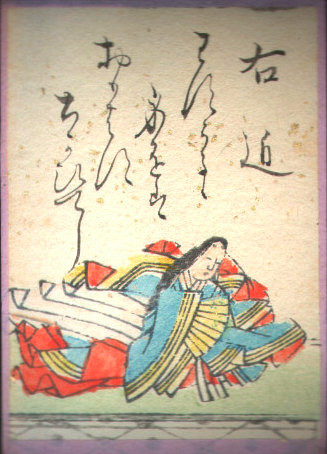
38. 右近
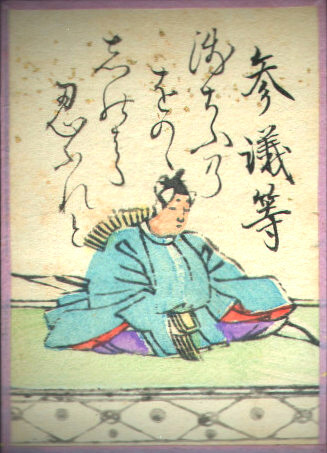
39. 參議等
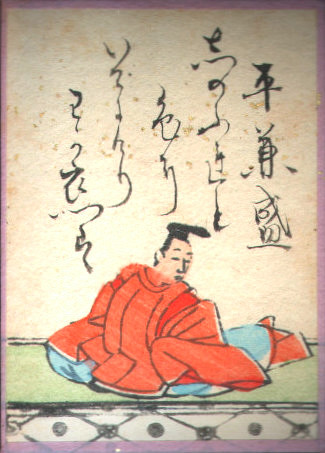
40. 平兼盛
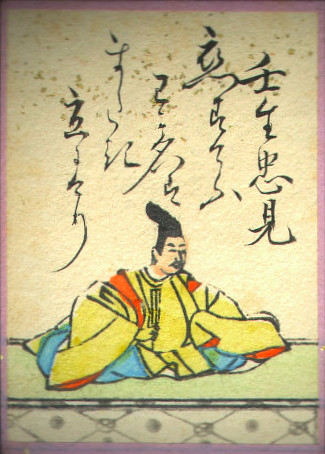
41. 壬生忠見
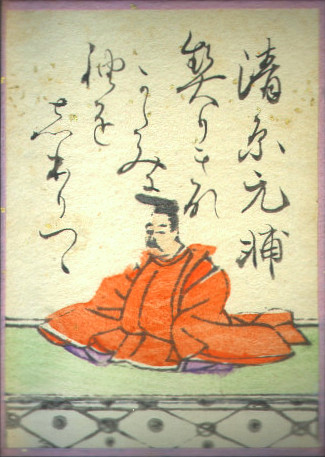
42. 清原元輔
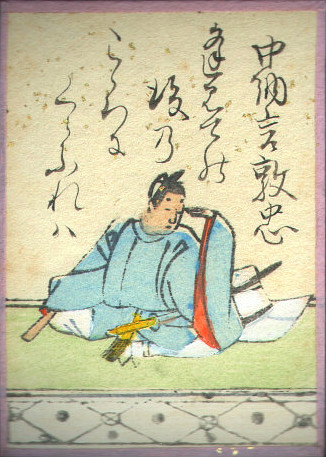
43. 中納言敦忠
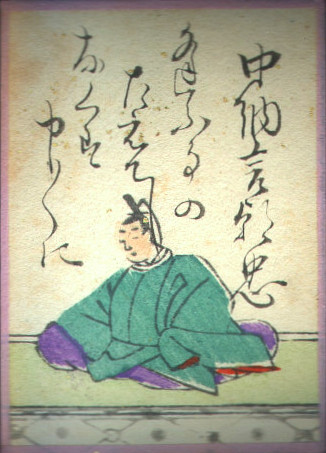
44. 中納言朝忠
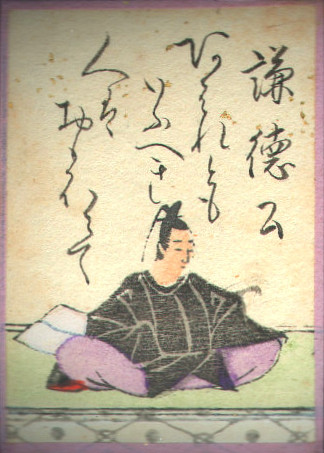
45. 謙德公
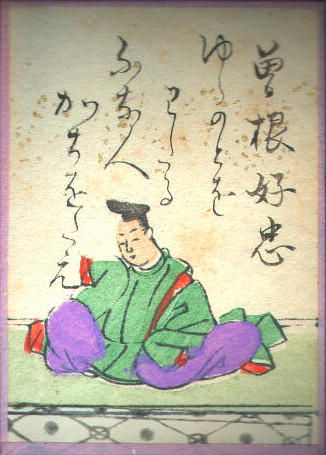
46. 曽根好忠
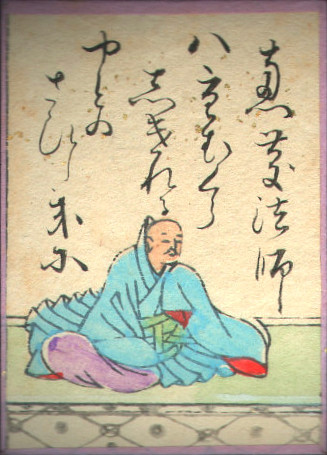
47. 惠慶法師
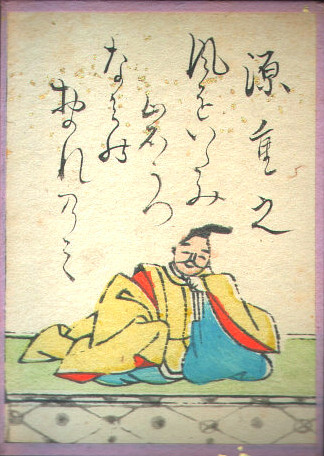
48. 源重之
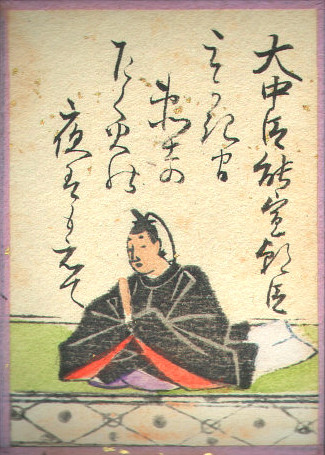
49. 大中臣能宣朝臣
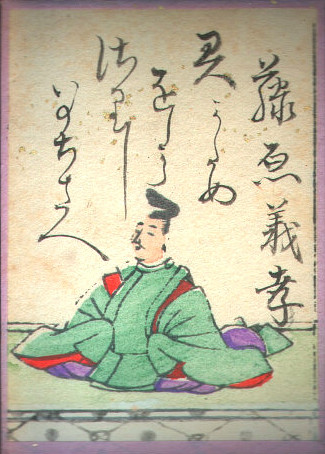
50. 藤原義孝
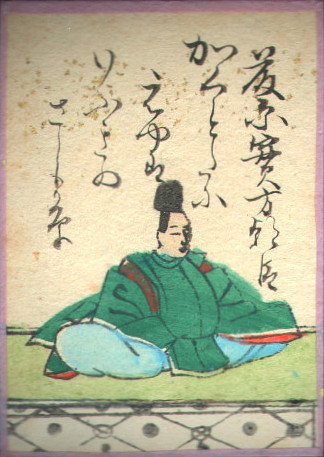
51. 藤原實方朝臣
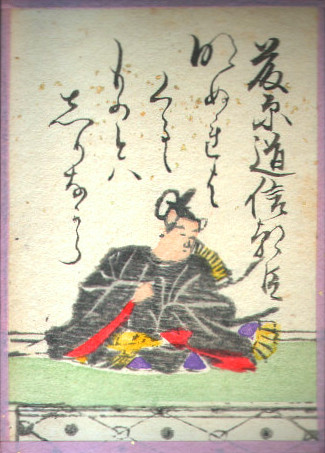
52. 藤原道信朝臣
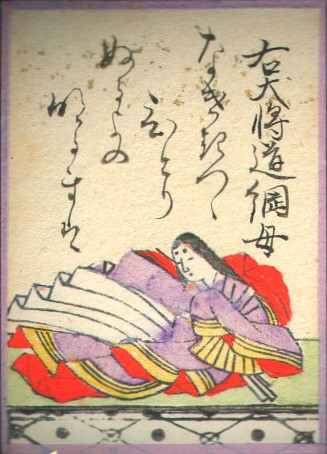
53. 右大將道綱母
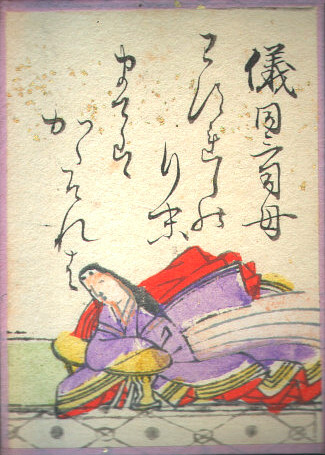
54. 儀同三司母
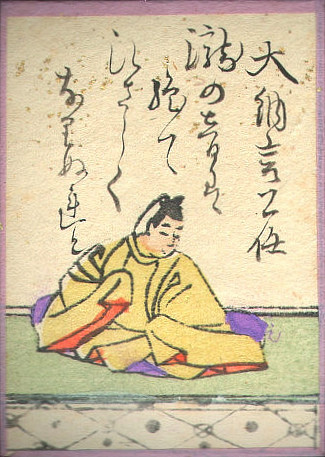
55. 大納言公任
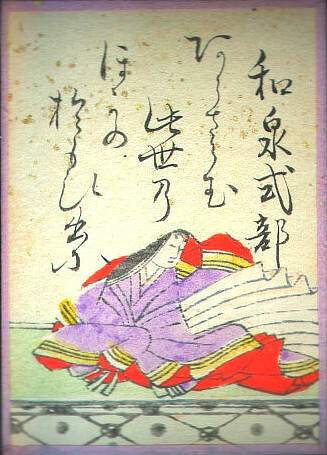
56. 和泉式部
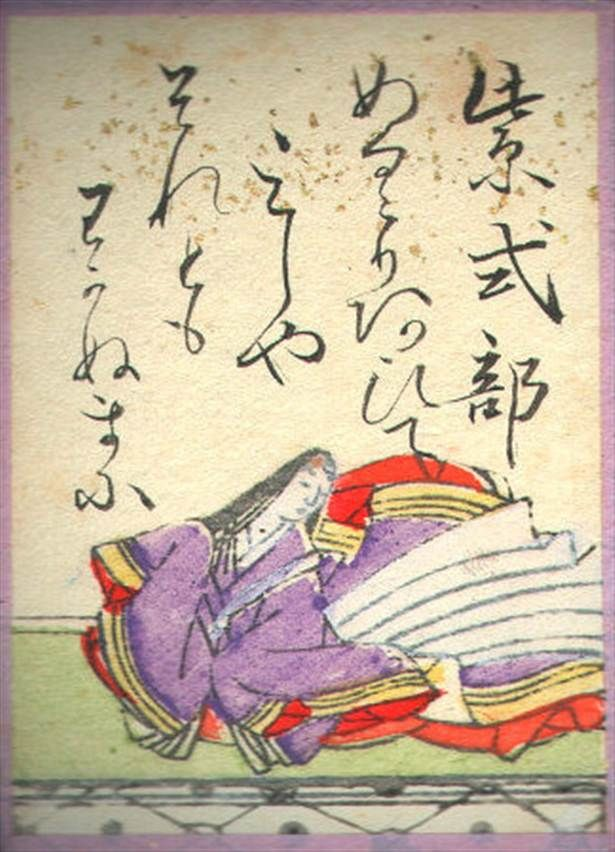
57. 紫式部
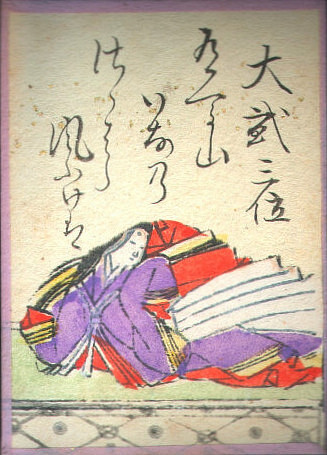
58. 大貳三位
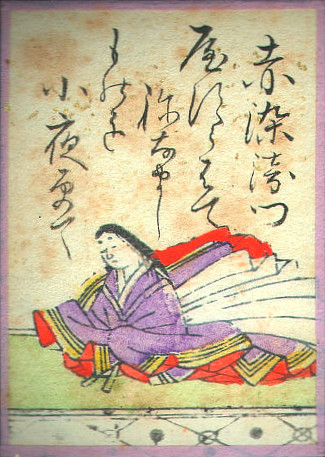
59. 赤染衛門
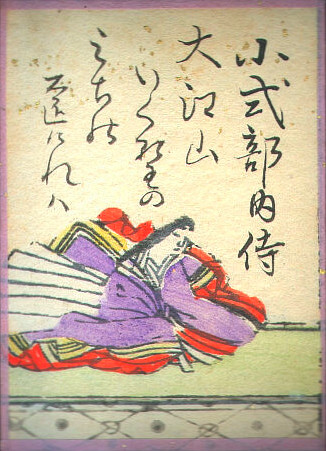
60. 小式部內侍
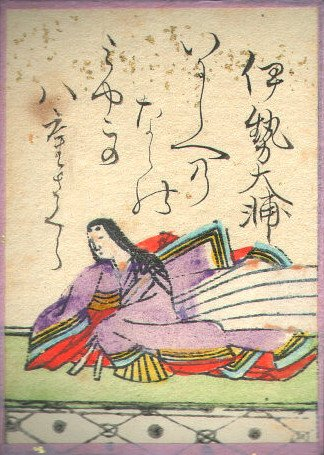
61. 伊勢大輔
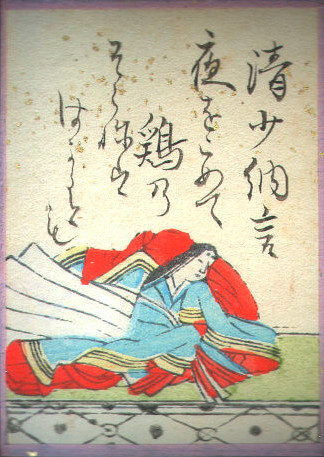
62. 清少納言
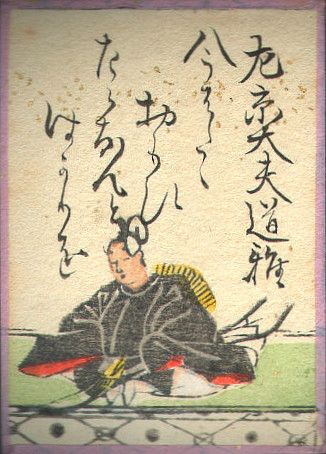
63. 左京大夫道雅
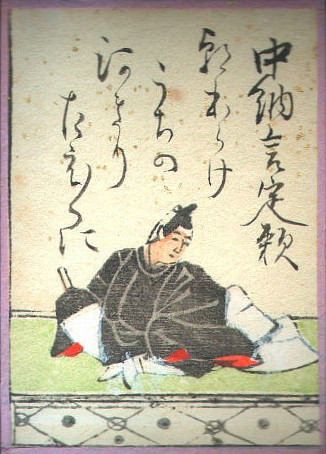
64. 中納言定賴
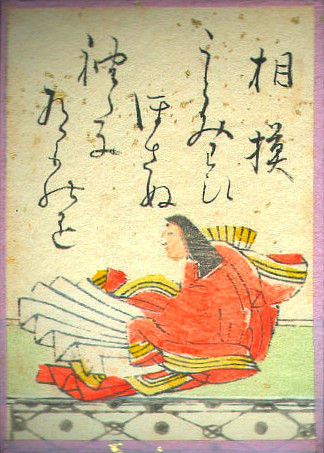
65. 相模
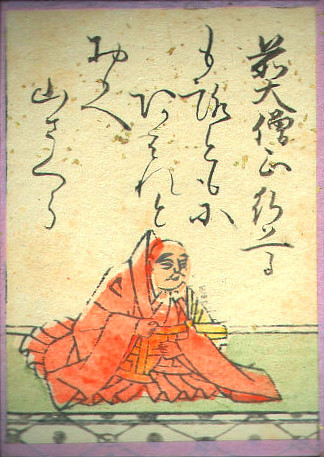
66. 前大僧正行尊
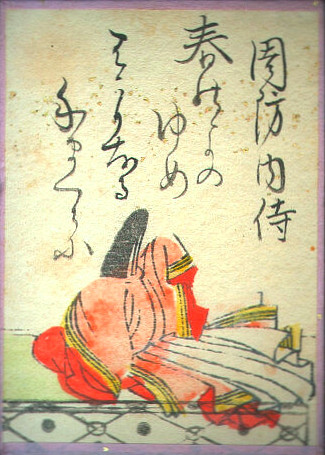
67. 周防內侍
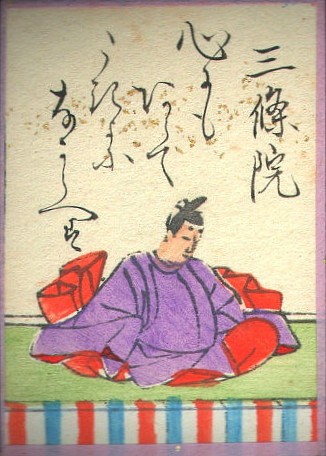
68. 三條院
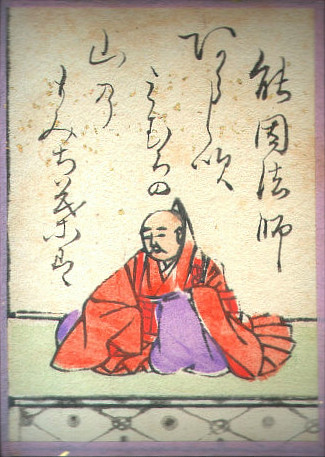
69. 能因法師
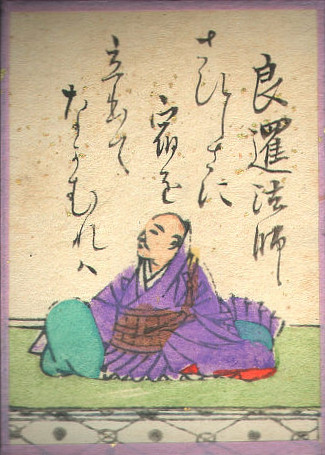
70. 良暹法師
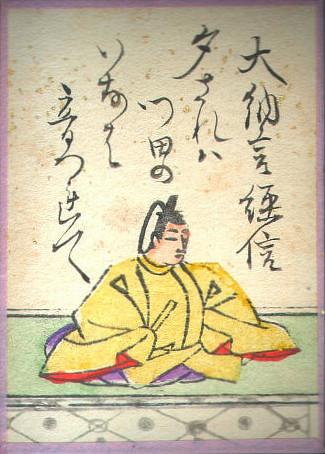
71. 大納言經信
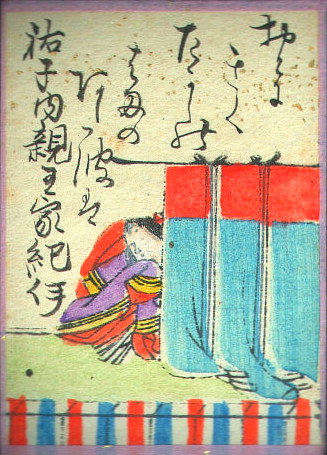
72. 祐子內親王家紀伊
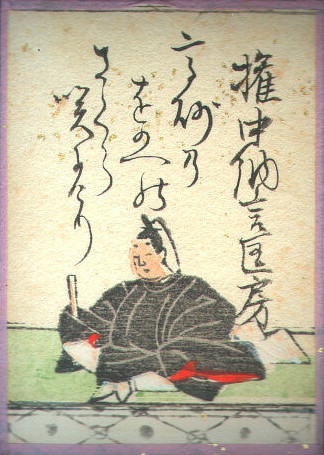
73. 權中納言匡房
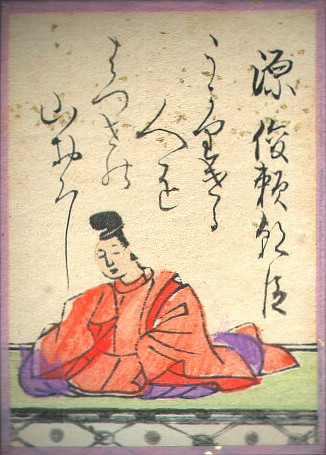
74. 源俊頼朝臣
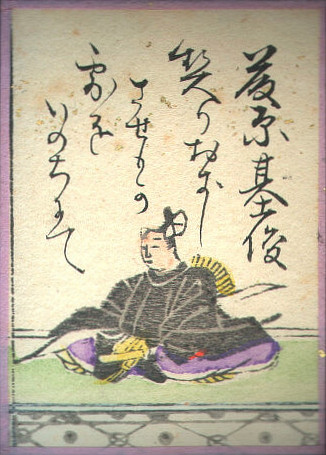
75. 藤原基俊
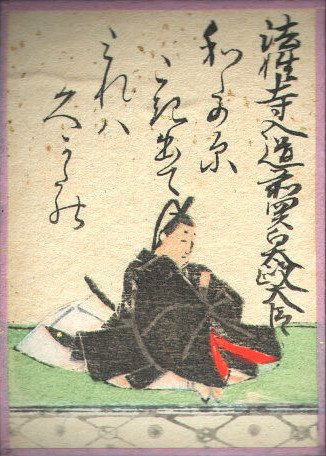
76. 法性寺入道前關白太政大臣
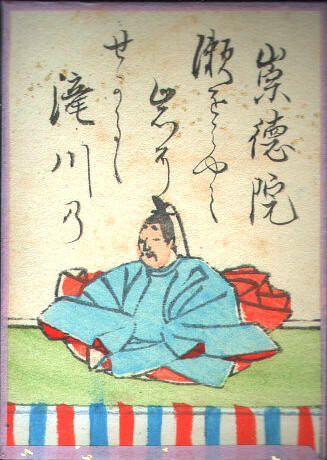
77. 崇德院
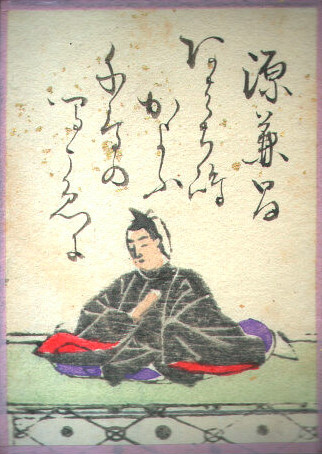
78. 源兼昌
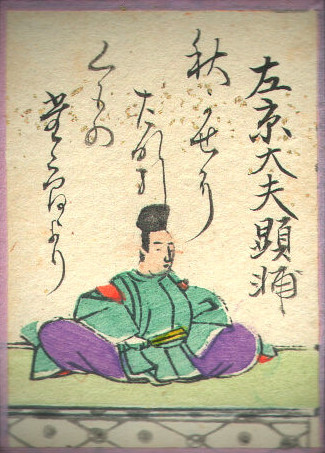
79. 左京大夫顯輔
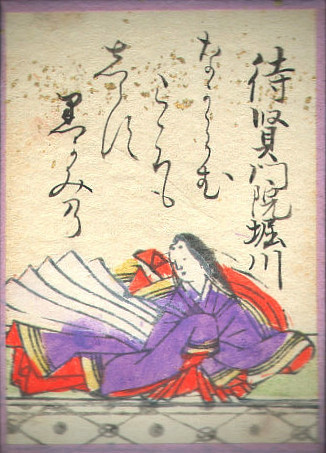
80. 待賢門院堀川
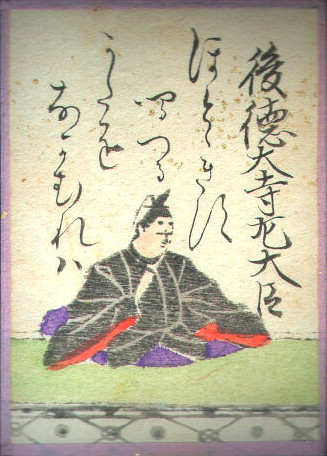
81. 後德大寺左大臣
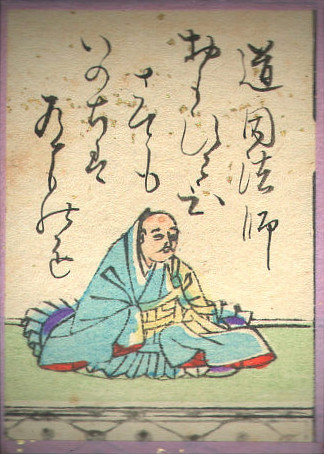
82. 道因法師
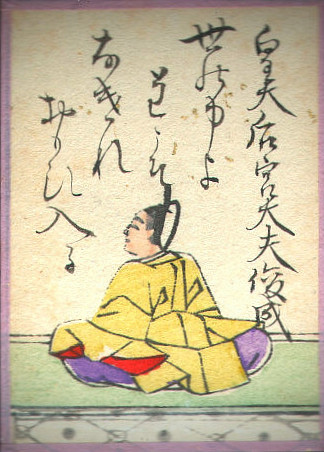
83. 皇太后宮大夫俊成
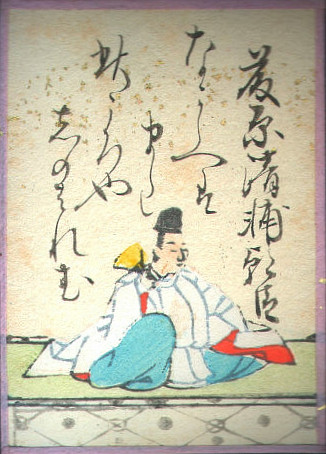
84. 藤原清輔朝臣
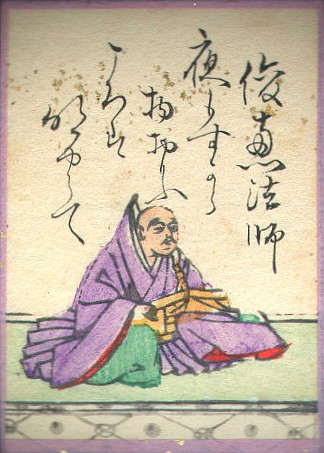
85. 俊惠法師
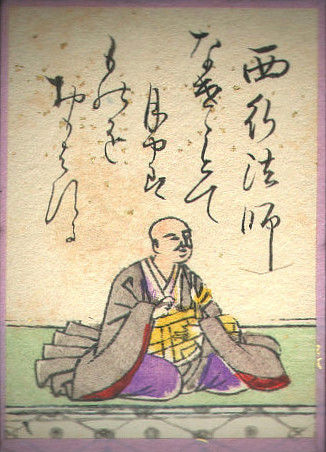
86. 西行法師
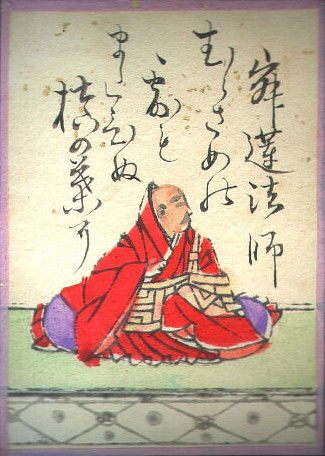
87. 寂蓮法師
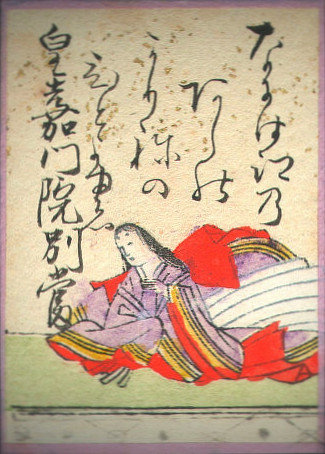
88. 皇嘉門院別當
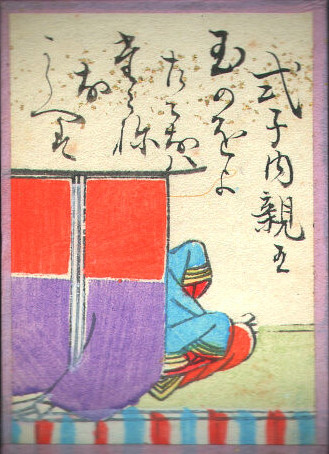
89. 式子內親王
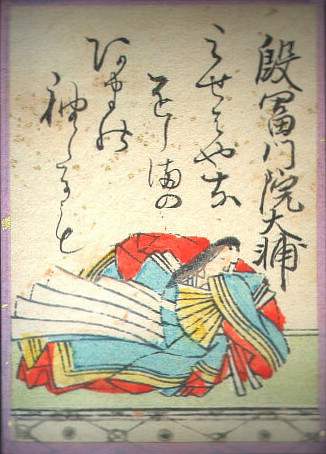
90. 殷冨門院大輔
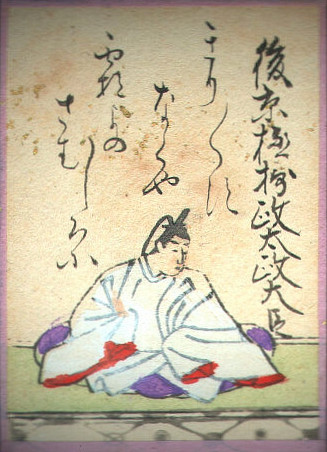
91. 後京極攝政太政大臣
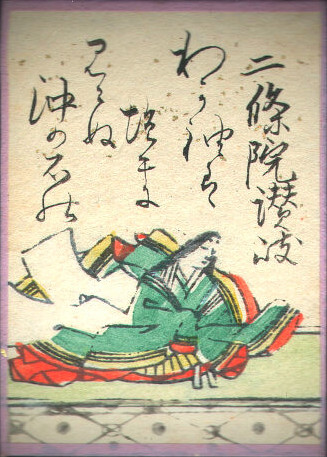
92. 二條院讚岐
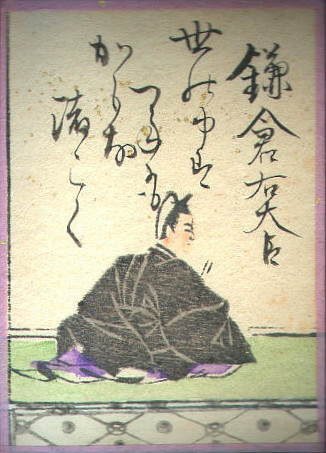
93. 鎌倉右大臣
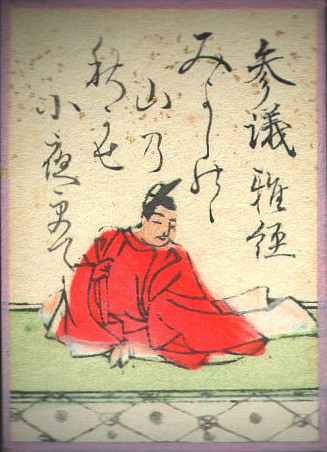
94. 參議雅經
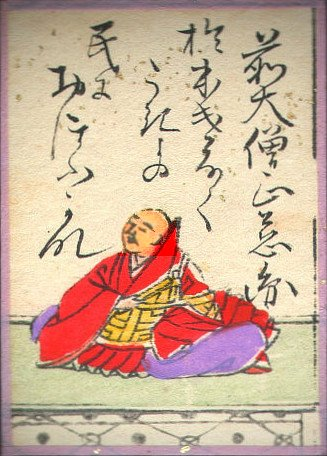
95. 前大僧正慈圓
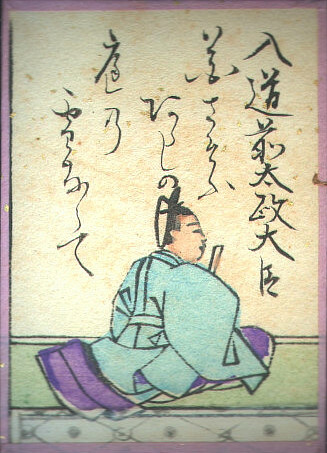
96. 入道前太政大臣
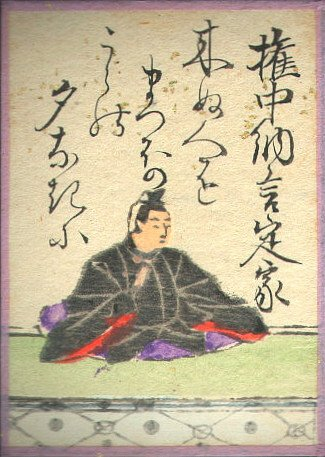
97. 權中納言定家
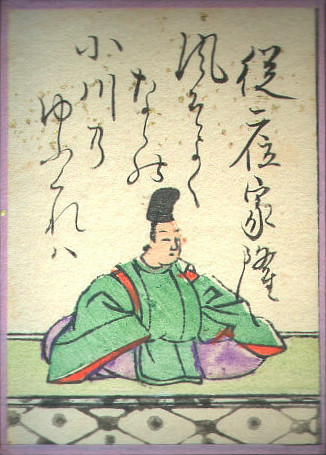
98. 從二位家隆
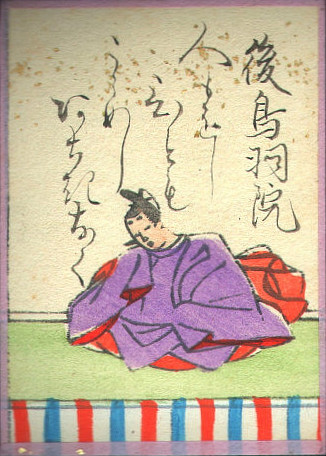
99. 後鳥羽院
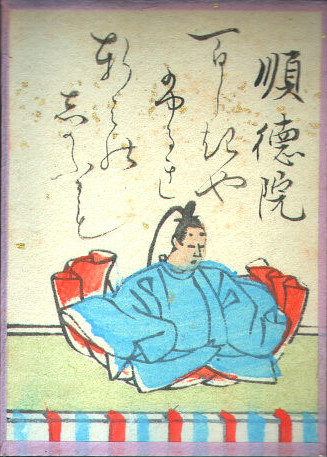
100. 順德院

## 今義

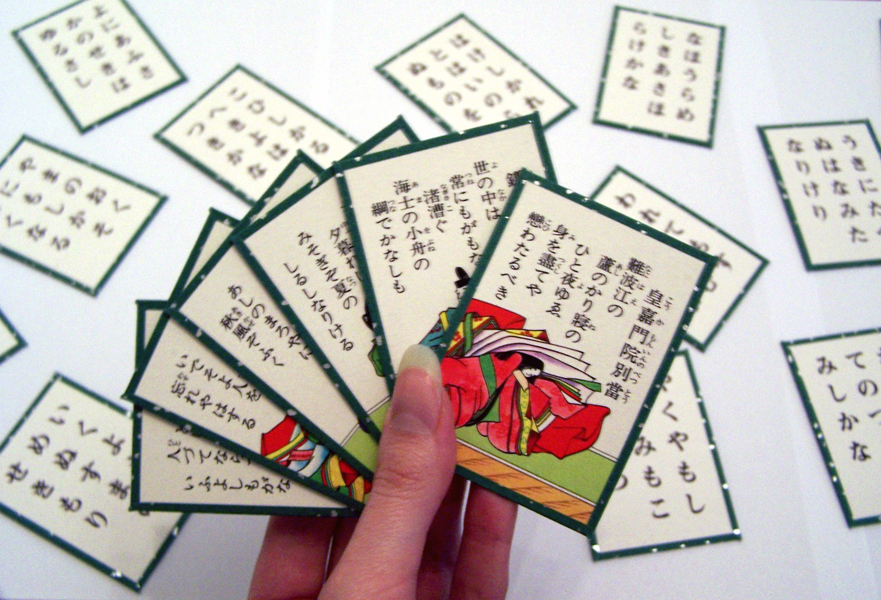
《小倉百人一首》和歌紙牌（歌留多）

由於《百人一首》所衍生的形態甚多，因此「百人一首」一詞在目前的意義上可指：
1. 藤原定家所編集的《小倉百人一首》。
2. 模仿《小倉百人一首》而集成的和歌集，例如：《後撰百人一首》、《源氏百人一首》、《女房百人一首》等。
3. 利用《小倉百人一首》製作而成的和歌紙牌（歌留多）及利用這種紙牌所進行的遊戲，從江戶時代中期盛行至今。而在競技歌留多中，加入了王仁博士的一首和歌作為序歌。

## 翻譯作品

### 汉文译本
- 《小倉百首名歌譯詩》原景忠翻譯，寶曆壬午四月(1762年4月)完稿，明治十四年十一月(1881年11月)出版，文體爲七絕漢詩。
- 《華和合珠百人一首》衡山人以德著作，安永三年正月(1774年1月)出版，文體爲七絕、五絕漢詩。
- 《寄言百人一首》橘維嶽著作，安永三年(1774年)出版，文體爲五絕漢詩。
- 《歌詩百人一首》小畑行簡編輯，弘化二年九月(1845年9月)原版，1847年出版，文體爲七絕漢詩。
- 《新撰小倉百詩》片桐滿米著作，明治戊子十一月(1888年11月)完稿，明治廿八年十一月(1895年11月)出版，文體爲七絕漢詩。
- 《詩文意譯百人一首》小宮水心著，明治四十一年六月(1908年6月)出版，文體爲五絕漢詩、英文意譯。
- 《小倉百首詩》片山喜之助著作，昭和三年二月(1928年2月)完稿，1936年10月（昭和十一年七月）出版，文體爲七絕漢詩。
- 《一人百首絕句集》吉成白鵝著作，甲戌歲(1934年)完稿，文體爲七絕、五絕漢詩。
- 《小倉百首七絕》三宅光華著作，昭和十一年七月(1936年7月)出版，文體爲七絕漢詩。
- 《漢譯小倉百首》佐伯仙之助著作，昭和庚寅(1950年)完稿，1955年9月（昭和三十年九月）出版，文體爲五絕漢詩。
- 《漢詩譯百人一首》小此木朱溪(小柴郁三)著作，昭和五十四年七月(1979年7月)出版，文體爲七絕漢詩。
- 《日本古詩一百首》檀可翻譯，1985年外國文學出版社出版。
- 《日本古典和歌百人一首》李濯凡翻譯，1994年2月首都師範大學出版社出版，文體爲「五七五七七」格式。(ISBN:7810391100)
- 《百人一首》張蓉蓓翻譯，2005年4月致良出版社出版，文體爲「五七五七七」格式。(ISBN:9789577862709)
- 《小倉百人一首：日本古典和歌賞析》劉德潤翻譯，2007年6月外語教學與研究出版社出版，文體爲五絕漢詩，且有現代詩。(9787560066752)
- 《百首經典和歌賞析：＜小倉百人一首＞新解》武德慶編寫，2008年8月武漢理工大學出版社出版,文體爲五絕漢詩。(ISBN:9787562927754)
- 《小倉百人一首漢詩翻譯全集》明智清涼翻譯，2008年12月4日發佈於網絡。
- 《小倉百人一首賞析》武萌、李晶主編，2009年6月大連理工大學出版社出版。(ISBN:978756114752)
- 《日本古典和歌審美新視點：以＜小倉百人一首＞為例》收錄由潘小多翻譯的中文版本，2010年7月中國傳媒大學出版社出版，文體多爲五絕，亦有其他格式。(ISBN:9787811279467)
- 《日本和歌的翻譯學研究：＜小倉百人一首＞翻譯及賞析》王禹、王信、胡欣編著，2013年1月世界圖書出版公司北京公司出版，文體爲五絕漢詩。(ISBN:9787510051531)
- 《亂譯百人一首》守庙小僧翻譯，2013年7月10日陸續發佈於豆瓣網。[1]
- 《日本古典短歌精品100首》王亨良譯，2013年12月上海交通大學出版社出版。
- 《日文和歌試譯》月冷鹿眠苔翻譯，2014年8月23日陸續發佈於網絡。[2]
- 《自譯百人一首》光也翻譯，2017年4月8日陸續發佈於網絡。[3]
- 《＜小倉百人一首＞漢譯及其賞析》崔艷偉編寫，2018年南京大學出版社出版。
- 《小倉百人一首》愁摩愁翻譯，2018年9月13日陸續發佈於豆瓣網。[4]
- 《個人翻譯和歌選》玖羽翻譯，2018年9月29日發佈於豆瓣網。[5]
- 《翻譯百人一首》春色浮寒甕翻譯，2020年3月13日陸續發佈於網絡。[6]
- 《百人一首麤譯》映蘆軒翻譯，在2023年4月5日至7月17日間發表於note上。除第三首外，文體爲五言絕句，

### 其他语言译本
- 《英獨對譯小倉百首評釋》佐藤重資治編寫，1904年12月（明治三十七年十二月）出版，文體為英文意譯、德文意譯。
- 《句句對譯百人一首》齋藤秀三郎著，1909年2月（明治四十二年二月）出版，文體為英文詩歌。

## 相关作品

### 小説
- 高田崇史《QED 百人一首之咒》講談社
- 山村美紗《百人一首殺人事件》講談社

### 漫画
- 末次由紀 《花牌情缘》 BE LOVE連載中
- 杉田圭 《超译百人一首恋歌》 Media Factory

### 電視劇
- 《未解決の女～警視庁文書捜査官～》第3集

### 電影
- 《花牌情缘》
- 《名偵探柯南：唐紅的戀歌》

## 关联项目
- 万叶集
- 古今和歌集
- 敕撰和歌集
- 三十六歌仙
- 女房三十六歌仙
- 中古三十六歌仙
- 六歌仙
- 花牌情緣

## 外部連結
- http://www.kyo.or.jp/ogura/index.htm （页面存档备份，存于）
- http://www.asahi-net.or.jp/~sg2h-ymst/yamatouta/sennin/100i.html （页面存档备份，存于）
- http://www.gameou.com/k/hyakunin.htm （页面存档备份，存于）
- 大日本史歌人傳 藤原定家
- 小倉百人一首 （页面存档备份，存于）
- http://ja.wikisource.org/wiki/%E5%B0%8F%E5%80%89%E7%99%BE%E4%BA%BA%E4%B8%80%E9%A6%96 （页面存档备份，存于）